# Florine av Burgund
Florine av Burgund, född 1081, död 1097, var en fransk korsfarare. Hon var dotter till hertig Eudes I av Burgund och Sybilla av Burgund och gift med den danske prinsen Sven Korsfararen, en son till kung Sven Estridsson av Danmark.
Florine ledde tillsammans med Sven 1500 riddare mot Jerusalem under det första korståget. I Kappadokien anfölls deras armé i en överraskningsattack av turkarna. Florine stred sida vid sida med männen: hon fortsatte att strida även efter att ha träffats av pilar sju gånger och försökte finna ett sätta att öppna en flyktväg genom bergen. Florine stupade på slagfältet i strid bredvid Sven och de övriga i deras armé.